# ناحیه پالیسا
ناحیه پالیسا (به لاتین: Pallisa District) یک منطقهٔ مسکونی در اوگاندا است که در استان شرقی، اوگاندا واقع شده‌است. ناحیه پالیسا ۱٬۴۸۷٫۷ کیلومتر مربع مساحت و ۳۶۲٬۶۰۰ نفر جمعیت دارد.